# Hamit Altıntop
Hamit Altıntop (Gelsenkirchen, 8 dicembre 1982) è un ex calciatore turco, di ruolo centrocampista.

## Biografia
È fratello gemello di Halil Altıntop, anche lui calciatore.

## Carriera

### Club
Altıntop inizia la sua carriera professionistica nella squadra locale del Wattenscheid insieme a suo fratello Halil. Dopo che le sue prestazioni avevano attirato l'attenzione delle squadre maggiori, Hamit firmò per lo  Schalke 04 nel 2003, dove di solito era schierato in un ruolo difensivo a centrocampo. Successivamente, nel mercato estivo della stagione 2006-2007, lo Schalke 04 ingaggerà anche suo fratello dal Kaiserslautern. Ha preso parte anche alla Champions League e alle semifinali della Coppa UEFA.
Nell'estate del 2007 si è unito al Bayern Monaco dopo lo svincolo dallo Schalke 04. Hamit Altıntop ha debuttato per la squadra bavarese nella partita disputata a Hong Kong contro i campioni brasiliani del São Paulo, segnando anche un gol su punizione. Nel suo primo periodo a Monaco fu titolare e segnò un gol da 30 metri nell'incontro di DFB-Ligapokal contro il Werder Brema, incontro terminato 4-1 in favore del Bayern. Il 14 febbraio 2008 segna con una ribattuta in seguito ad un calcio di rigore sbagliato un gol ai sedicesimi di finale di Coppa UEFA nel pareggio per 2-2 con l'Aberdeen. Al termine della sua prima stagione a Monaco il Bayern realizzerà il double vincendo campionato e Coppa di Germania.
Nella stagione successiva la presenze si riducono drasticamente, soprattutto a causa di una sfortunata serie di infortuni: risulteranno solamente 18 al termine della stagione comprendendo campionato, Coppa di Germania e Champions League. Il Bayern non porterà a casa nessun trofeo in quella stagione.
Il 19 maggio 2011 il Real Madrid ufficializza l'ingaggio del calciatore turco a parametro zero. Il centrocampista si lega ai blancos fino al 2015. Segna il suo primo gol in campionato il 17 dicembre nella goleada esterna ai danni del Siviglia per 2-6.
Il 13 luglio 2012 passa ai turchi del Galatasaray. Dopo 4 anni e mezzo, 89 presenze e 4 gol in tutto, rimasto svincolato il 31 gennaio 2017 firma un contratto di sei mesi con il Darmstadt.

## Statistiche

### Presenze e reti nei club
Statistiche aggiornate al 4 gennaio 2018.
| Stagione               | Squadra                | Campionato             | Campionato | Campionato | Coppe nazionali | Coppe nazionali | Coppe nazionali | Coppe continentali | Coppe continentali | Coppe continentali | Altre coppe | Altre coppe | Altre coppe | Totale | Totale |
| Stagione               | Squadra                | Comp                   | Pres       | Reti       | Comp            | Pres            | Reti            | Comp               | Pres               | Reti               | Comp        | Pres        | Reti        | Pres   | Reti   |
| ---------------------- | ---------------------- | ---------------------- | ---------- | ---------- | --------------- | --------------- | --------------- | ------------------ | ------------------ | ------------------ | ----------- | ----------- | ----------- | ------ | ------ |
| 2000-2001              | Wattenscheid 09        | RN                     | 11         | 1          | -               | -               | -               | -                  | -                  | -                  | -           | -           | -           | 11     | 1      |
| 2001-2002              | Wattenscheid 09        | RN                     | 31         | 4          | -               | -               | -               | -                  | -                  | -                  | -           | -           | -           | 31     | 4      |
| 2002-2003              | Wattenscheid 09        | RN                     | 33         | 7          | -               | -               | -               | -                  | -                  | -                  | -           | -           | -           | 33     | 7      |
| Totale Wattenscheid 09 | Totale Wattenscheid 09 | Totale Wattenscheid 09 | 75         | 12         |                 | -               | -               |                    | -                  | -                  |             | -           | -           | 75     | 12     |
| 2003-2004              | Schalke 04             | BL                     | 30         | 5          | CG              | 0               | 0               | I+CU               | 3+2                | 1+0                | -           | -           | -           | 35     | 6      |
| 2004-2005              | Schalke 04             | BL                     | 30         | 0          | CG              | 6               | 1               | CU                 | 8                  | 0                  | -           | -           | -           | 44     | 1      |
| 2005-2006              | Schalke 04             | BL                     | 22         | 1          | CG              | 2               | 0               | UCL+CU             | 6+3                | 1+0                | CdL         | 2           | 0           | 35     | 2      |
| 2006-2007              | Schalke 04             | BL                     | 31         | 2          | CG              | 2               | 0               | CU                 | 2                  | 0                  | CdL         | 2           | 0           | 37     | 2      |
| Totale Schalke 04      | Totale Schalke 04      | Totale Schalke 04      | 113        | 8          |                 | 10              | 1               |                    | 24                 | 2                  |             | 4           | 0           | 151    | 11     |
| 2007-2008              | Bayern Monaco          | BL                     | 23         | 3          | CG              | 5               | 1               | CU                 | 9                  | 3                  | CdL         | 3           | 1           | 40     | 8      |
| 2008-2009              | Bayern Monaco          | BL                     | 11         | 2          | CG              | 3               | 0               | UCL                | 4                  | 0                  | -           | -           | -           | 18     | 2      |
| 2009-2010              | Bayern Monaco          | BL                     | 15         | 0          | CG              | 5               | 1               | UCL                | 6                  | 0                  | -           | -           | -           | 26     | 1      |
| 2010-2011              | Bayern Monaco          | BL                     | 14         | 2          | CG              | 3               | 0               | UCL                | 7                  | 0                  | SG          | 1           | 0           | 25     | 2      |
| Totale Bayern Monaco   | Totale Bayern Monaco   | Totale Bayern Monaco   | 63         | 7          |                 | 16              | 2               |                    | 26                 | 3                  |             | 4           | 1           | 109    | 13     |
| 2011-2012              | Real Madrid            | PD                     | 5          | 1          | CR              | 3               | 0               | UCL                | 4                  | 0                  | SS          | 0           | 0           | 12     | 1      |
| 2012-2013              | Galatasaray            | SL                     | 29         | 0          | TK              | 1               | 0               | UCL                | 9                  | 1                  | ST          | 1           | 0           | 40     | 1      |
| 2013-2014              | Galatasaray            | SL                     | 5          | 0          | TK              | 2               | 0               | UCL                | 0                  | 0                  | ST          | 1           | 0           | 8      | 0      |
| 2014-2015              | Galatasaray            | SL                     | 23         | 1          | TK              | 4               | 1               | UCL                | 5                  | 0                  | ST          | 0           | 0           | 32     | 2      |
| 2015-2016              | Galatasaray            | SL                     | 0          | 0          | TK              | 0               | 0               | UCL+UEL            | 0                  | 0                  | ST          | 0           | 0           | 0      | 0      |
| 2016-gen. 2017         | Galatasaray            | SL                     | 4          | 0          | TK              | 5               | 1               | -                  | -                  | -                  | ST          | 0           | 0           | 9      | 1      |
| Totale Galatasaray     | Totale Galatasaray     | Totale Galatasaray     | 61         | 1          |                 | 12              | 2               |                    | 14                 | 1                  |             | 2           | 0           | 89     | 4      |
| gen.-giu.2017          | Darmstadt              | BL                     | 16         | 0          | CG              | -               | -               | -                  | -                  | -                  | -           | -           | -           | 16     | 0      |
| 2017-gen.2018          | Darmstadt              | 2B                     | 17         | 1          | CG              | 1               | 0               |                    |                    |                    |             |             |             | 18     | 1      |
| Totale Darmstadt       | Totale Darmstadt       | Totale Darmstadt       | 33         | 1          |                 | 1               | 0               |                    |                    |                    |             |             |             | 34     | 1      |
| Totale carriera        | Totale carriera        | Totale carriera        | 331        | 29         |                 | 41              | 5               |                    | 68                 | 5                  |             | 10          | 1           | 481    | 45     |

### Cronologia presenze e reti in nazionale
| Cronologia completa delle presenze e delle reti in nazionale ― Turchia | Cronologia completa delle presenze e delle reti in nazionale ― Turchia | Cronologia completa delle presenze e delle reti in nazionale ― Turchia | Cronologia completa delle presenze e delle reti in nazionale ― Turchia | Cronologia completa delle presenze e delle reti in nazionale ― Turchia | Cronologia completa delle presenze e delle reti in nazionale ― Turchia | Cronologia completa delle presenze e delle reti in nazionale ― Turchia | Cronologia completa delle presenze e delle reti in nazionale ― Turchia |
| Data                                                                   | Città                                                                  | In casa                                                                | Risultato                                                              | Ospiti                                                                 | Competizione                                                           | Reti                                                                   | Note                                                                   |
| ---------------------------------------------------------------------- | ---------------------------------------------------------------------- | ---------------------------------------------------------------------- | ---------------------------------------------------------------------- | ---------------------------------------------------------------------- | ---------------------------------------------------------------------- | ---------------------------------------------------------------------- | ---------------------------------------------------------------------- |
| 18-2-2004                                                              | Adana                                                                  | Turchia                                                                | 0 – 1                                                                  | Danimarca                                                              | Amichevole                                                             | -                                                                      | 73’                                                                    |
| 28-4-2004                                                              | Bruxelles                                                              | Belgio                                                                 | 2 – 3                                                                  | Turchia                                                                | Amichevole                                                             | -                                                                      | 46’                                                                    |
| 2-6-2004                                                               | Seul                                                                   | Corea del Sud                                                          | 0 – 1                                                                  | Turchia                                                                | Amichevole                                                             | -                                                                      | 46’                                                                    |
| 5-6-2004                                                               | Taegu                                                                  | Corea del Sud                                                          | 2 – 1                                                                  | Turchia                                                                | Amichevole                                                             | -                                                                      | 58’                                                                    |
| 8-9-2004                                                               | Il Pireo                                                               | Grecia                                                                 | 0 – 0                                                                  | Turchia                                                                | Qual. Mondiali 2006                                                    | -                                                                      | 90’                                                                    |
| 9-10-2004                                                              | Istanbul                                                               | Turchia                                                                | 4 – 0                                                                  | Kazakistan                                                             | Qual. Mondiali 2006                                                    | -                                                                      | 84’                                                                    |
| 26-3-2005                                                              | Istanbul                                                               | Turchia                                                                | 2 – 0                                                                  | Albania                                                                | Qual. Mondiali 2006                                                    | -                                                                      | 76’                                                                    |
| 30-3-2005                                                              | Tbilisi                                                                | Georgia                                                                | 2 – 5                                                                  | Turchia                                                                | Qual. Mondiali 2006                                                    | -                                                                      |                                                                        |
| 4-6-2005                                                               | Istanbul                                                               | Turchia                                                                | 0 – 0                                                                  | Grecia                                                                 | Qual. Mondiali 2006                                                    | -                                                                      |                                                                        |
| 8-6-2005                                                               | Almaty                                                                 | Kazakistan                                                             | 0 – 6                                                                  | Turchia                                                                | Qual. Mondiali 2006                                                    | -                                                                      |                                                                        |
| 17-8-2005                                                              | Sofia                                                                  | Bulgaria                                                               | 3 – 1                                                                  | Turchia                                                                | Amichevole                                                             | -                                                                      |                                                                        |
| 3-9-2005                                                               | Istanbul                                                               | Turchia                                                                | 2 – 2                                                                  | Danimarca                                                              | Qual. Mondiali 2006                                                    | -                                                                      |                                                                        |
| 7-9-2005                                                               | Kiev                                                                   | Ucraina                                                                | 0 – 1                                                                  | Turchia                                                                | Qual. Mondiali 2006                                                    | -                                                                      | 22’                                                                    |
| 8-10-2005                                                              | Istanbul                                                               | Turchia                                                                | 2 – 1                                                                  | Germania                                                               | Amichevole                                                             | -                                                                      |                                                                        |
| 12-10-2005                                                             | Tirana                                                                 | Albania                                                                | 0 – 1                                                                  | Turchia                                                                | Qual. Mondiali 2006                                                    | -                                                                      | 74’                                                                    |
| 12-11-2005                                                             | Berna                                                                  | Svizzera                                                               | 2 – 0                                                                  | Turchia                                                                | Qual. Mondiali 2006                                                    | -                                                                      | 77’                                                                    |
| 16-11-2005                                                             | Istanbul                                                               | Turchia                                                                | 4 – 2                                                                  | Svizzera                                                               | Qual. Mondiali 2006                                                    | -                                                                      |                                                                        |
| 24-5-2006                                                              | Bruxelles                                                              | Belgio                                                                 | 3 – 3                                                                  | Turchia                                                                | Amichevole                                                             | -                                                                      |                                                                        |
| 26-5-2006                                                              | Bochum                                                                 | Turchia                                                                | 1 – 1                                                                  | Ghana                                                                  | Amichevole                                                             | -                                                                      |                                                                        |
| 28-5-2006                                                              | Amburgo                                                                | Turchia                                                                | 1 – 1                                                                  | Estonia                                                                | Amichevole                                                             | -                                                                      | 46’                                                                    |
| 31-5-2006                                                              | Offenbach am Main                                                      | Turchia                                                                | 1 – 0                                                                  | Arabia Saudita                                                         | Amichevole                                                             | -                                                                      |                                                                        |
| 2-6-2006                                                               | Istanbul                                                               | Turchia                                                                | 3 – 2                                                                  | Angola                                                                 | Amichevole                                                             | -                                                                      | 88’                                                                    |
| 4-6-2006                                                               | Skopje                                                                 | Macedonia                                                              | 1 – 0                                                                  | Turchia                                                                | Amichevole                                                             | -                                                                      | 46’                                                                    |
| 16-8-2006                                                              | Lussemburgo                                                            | Lussemburgo                                                            | 0 – 1                                                                  | Turchia                                                                | Amichevole                                                             | -                                                                      |                                                                        |
| 6-9-2006                                                               | Francoforte                                                            | Turchia                                                                | 2 – 0                                                                  | Malta                                                                  | Qual. Euro 2008                                                        | -                                                                      | 34’                                                                    |
| 7-10-2006                                                              | Budapest                                                               | Ungheria                                                               | 0 – 1                                                                  | Turchia                                                                | Qual. Euro 2008                                                        | -                                                                      |                                                                        |
| 11-10-2006                                                             | Francoforte                                                            | Turchia                                                                | 5 – 0                                                                  | Moldavia                                                               | Qual. Euro 2008                                                        | -                                                                      |                                                                        |
| 15-11-2006                                                             | Bergamo                                                                | Italia                                                                 | 1 – 1                                                                  | Turchia                                                                | Amichevole                                                             | -                                                                      | 75’                                                                    |
| 7-2-2007                                                               | Tbilisi                                                                | Georgia                                                                | 1 – 0                                                                  | Turchia                                                                | Amichevole                                                             | -                                                                      | 11’                                                                    |
| 24-3-2007                                                              | Il Pireo                                                               | Grecia                                                                 | 1 – 4                                                                  | Turchia                                                                | Qual. Euro 2008                                                        | -                                                                      |                                                                        |
| 28-3-2007                                                              | Francoforte                                                            | Turchia                                                                | 2 – 2                                                                  | Norvegia                                                               | Qual. Euro 2008                                                        | 2                                                                      |                                                                        |
| 2-6-2007                                                               | Sarajevo                                                               | Bosnia ed Erzegovina                                                   | 3 – 2                                                                  | Turchia                                                                | Qual. Euro 2008                                                        | -                                                                      |                                                                        |
| 5-6-2007                                                               | Dortmund                                                               | Turchia                                                                | 0 – 0                                                                  | Brasile                                                                | Amichevole                                                             | -                                                                      |                                                                        |
| 22-8-2007                                                              | Bucarest                                                               | Romania                                                                | 2 – 0                                                                  | Turchia                                                                | Amichevole                                                             | -                                                                      |                                                                        |
| 8-9-2007                                                               | Ta' Qali                                                               | Malta                                                                  | 2 – 2                                                                  | Turchia                                                                | Qual. Euro 2008                                                        | -                                                                      |                                                                        |
| 12-9-2007                                                              | Istanbul                                                               | Turchia                                                                | 3 – 0                                                                  | Ungheria                                                               | Qual. Euro 2008                                                        | -                                                                      | 25’                                                                    |
| 17-10-2007                                                             | Istanbul                                                               | Turchia                                                                | 0 – 1                                                                  | Grecia                                                                 | Qual. Euro 2008                                                        | -                                                                      |                                                                        |
| 17-11-2007                                                             | Oslo                                                                   | Norvegia                                                               | 1 – 2                                                                  | Turchia                                                                | Qual. Euro 2008                                                        | -                                                                      |                                                                        |
| 21-11-2007                                                             | Istanbul                                                               | Turchia                                                                | 1 – 0                                                                  | Bosnia ed Erzegovina                                                   | Qual. Euro 2008                                                        | -                                                                      |                                                                        |
| 6-2-2008                                                               | Istanbul                                                               | Turchia                                                                | 0 – 0                                                                  | Svezia                                                                 | Amichevole                                                             | -                                                                      | 62’                                                                    |
| 26-3-2008                                                              | Minsk                                                                  | Bielorussia                                                            | 2 – 2                                                                  | Turchia                                                                | Amichevole                                                             | -                                                                      | 22’                                                                    |
| 25-5-2008                                                              | Bochum                                                                 | Turchia                                                                | 2 – 3                                                                  | Uruguay                                                                | Amichevole                                                             | -                                                                      | 46’                                                                    |
| 29-5-2008                                                              | Duisburg                                                               | Turchia                                                                | 2 – 0                                                                  | Finlandia                                                              | Amichevole                                                             | -                                                                      | 78’                                                                    |
| 7-6-2008                                                               | Carouge                                                                | Portogallo                                                             | 2 – 0                                                                  | Turchia                                                                | Euro 2008 - 1º turno                                                   | -                                                                      | 76’                                                                    |
| 11-6-2008                                                              | Basilea                                                                | Svizzera                                                               | 1 – 2                                                                  | Turchia                                                                | Euro 2008 - 1º turno                                                   | -                                                                      |                                                                        |
| 15-6-2008                                                              | Carouge                                                                | Turchia                                                                | 3 – 2                                                                  | Rep. Ceca                                                              | Euro 2008 - 1º turno                                                   | -                                                                      |                                                                        |
| 20-6-2008                                                              | Vienna                                                                 | Croazia                                                                | 1 – 1 dts (2 – 4 dtr)                                                  | Turchia                                                                | Euro 2008 - Quarti di finale                                           | -                                                                      |                                                                        |
| 25-6-2008                                                              | Basilea                                                                | Germania                                                               | 3 – 2                                                                  | Turchia                                                                | Euro 2008 - Semifinale                                                 | -                                                                      |                                                                        |
| 11-2-2009                                                              | Smirne                                                                 | Turchia                                                                | 1 – 1                                                                  | Costa d'Avorio                                                         | Amichevole                                                             | -                                                                      | 62’                                                                    |
| 12-8-2009                                                              | Kiev                                                                   | Ucraina                                                                | 0 – 3                                                                  | Turchia                                                                | Amichevole                                                             | 1                                                                      |                                                                        |
| 5-9-2009                                                               | Kayseri                                                                | Turchia                                                                | 4 – 2                                                                  | Estonia                                                                | Qual. Mondiali 2010                                                    | -                                                                      |                                                                        |
| 9-9-2009                                                               | Zenica                                                                 | Bosnia ed Erzegovina                                                   | 1 – 1                                                                  | Turchia                                                                | Qual. Mondiali 2010                                                    | -                                                                      | 46’                                                                    |
| 10-10-2009                                                             | Bruxelles                                                              | Belgio                                                                 | 2 – 0                                                                  | Turchia                                                                | Qual. Mondiali 2010                                                    | -                                                                      |                                                                        |
| 14-10-2009                                                             | Bursa                                                                  | Turchia                                                                | 2 – 0                                                                  | Armenia                                                                | Qual. Mondiali 2010                                                    | -                                                                      | 82’                                                                    |
| 3-3-2010                                                               | Istanbul                                                               | Turchia                                                                | 2 – 0                                                                  | Honduras                                                               | Amichevole                                                             | 1                                                                      |                                                                        |
| 26-5-2010                                                              | Istanbul                                                               | Turchia                                                                | 2 – 0                                                                  | Irlanda del Nord                                                       | Amichevole                                                             | -                                                                      | 46’                                                                    |
| 29-5-2010                                                              | Filadelfia                                                             | Stati Uniti                                                            | 2 – 1                                                                  | Turchia                                                                | Amichevole                                                             | -                                                                      | 73’                                                                    |
| 11-8-2010                                                              | Istanbul                                                               | Turchia                                                                | 2 – 0                                                                  | Romania                                                                | Amichevole                                                             | -                                                                      | 69’                                                                    |
| 3-9-2010                                                               | Astana                                                                 | Kazakistan                                                             | 0 – 3                                                                  | Turchia                                                                | Qual. Euro 2012                                                        | 1                                                                      |                                                                        |
| 7-9-2010                                                               | Istanbul                                                               | Turchia                                                                | 3 – 2                                                                  | Belgio                                                                 | Qual. Euro 2012                                                        | 1                                                                      |                                                                        |
| 8-10-2010                                                              | Berlino                                                                | Germania                                                               | 3 – 0                                                                  | Turchia                                                                | Qual. Euro 2012                                                        | -                                                                      |                                                                        |
| 12-10-2010                                                             | Baku                                                                   | Azerbaigian                                                            | 1 – 0                                                                  | Turchia                                                                | Qual. Euro 2012                                                        | -                                                                      |                                                                        |
| 17-11-2010                                                             | Amsterdam                                                              | Paesi Bassi                                                            | 1 – 0                                                                  | Turchia                                                                | Amichevole                                                             | -                                                                      | cap. 83’                                                               |
| 9-2-2011                                                               | Trebisonda                                                             | Turchia                                                                | 0 – 0                                                                  | Corea del Sud                                                          | Amichevole                                                             | -                                                                      | 59’                                                                    |
| 29-3-2011                                                              | Istanbul                                                               | Turchia                                                                | 2 – 0                                                                  | Austria                                                                | Qual. Euro 2012                                                        | -                                                                      | cap.                                                                   |
| 7-10-2011                                                              | Istanbul                                                               | Turchia                                                                | 1 – 3                                                                  | Germania                                                               | Qual. Euro 2012                                                        | -                                                                      | cap. 61’                                                               |
| 11-10-2011                                                             | Istanbul                                                               | Turchia                                                                | 1 – 0                                                                  | Azerbaigian                                                            | Qual. Euro 2012                                                        | -                                                                      |                                                                        |
| 11-11-2011                                                             | Istanbul                                                               | Turchia                                                                | 0 – 3                                                                  | Croazia                                                                | Qual. Euro 2012                                                        | -                                                                      |                                                                        |
| 15-11-2011                                                             | Zagabria                                                               | Croazia                                                                | 0 – 0                                                                  | Turchia                                                                | Qual. Euro 2012                                                        | -                                                                      | cap. 59’                                                               |
| 24-5-2012                                                              | Siezenheim                                                             | Turchia                                                                | 3 – 1                                                                  | Georgia                                                                | Amichevole                                                             | 1                                                                      | cap. 70’                                                               |
| 26-5-2012                                                              | Siezenheim                                                             | Turchia                                                                | 2 – 3                                                                  | Finlandia                                                              | Amichevole                                                             | -                                                                      | 74’                                                                    |
| 29-5-2012                                                              | Siezenheim                                                             | Turchia                                                                | 2 – 0                                                                  | Bulgaria                                                               | Amichevole                                                             | -                                                                      | 46’                                                                    |
| 2-6-2012                                                               | Lisbona                                                                | Portogallo                                                             | 1 – 3                                                                  | Turchia                                                                | Amichevole                                                             | -                                                                      |                                                                        |
| 5-6-2012                                                               | Ingolstadt                                                             | Ucraina                                                                | 0 – 2                                                                  | Turchia                                                                | Amichevole                                                             | -                                                                      | cap.                                                                   |
| 15-8-2012                                                              | Vienna                                                                 | Austria                                                                | 2 – 0                                                                  | Turchia                                                                | Amichevole                                                             | -                                                                      |                                                                        |
| 7-9-2012                                                               | Amsterdam                                                              | Paesi Bassi                                                            | 2 – 0                                                                  | Turchia                                                                | Qual. Mondiali 2014                                                    | -                                                                      | 83’                                                                    |
| 12-10-2012                                                             | Istanbul                                                               | Turchia                                                                | 0 – 1                                                                  | Romania                                                                | Qual. Mondiali 2014                                                    | -                                                                      | 61’                                                                    |
| 16-10-2012                                                             | Budapest                                                               | Ungheria                                                               | 3 – 1                                                                  | Turchia                                                                | Qual. Mondiali 2014                                                    | -                                                                      | 57’                                                                    |
| 6-2-2013                                                               | Manisa                                                                 | Turchia                                                                | 0 – 2                                                                  | Rep. Ceca                                                              | Amichevole                                                             | -                                                                      | 46’                                                                    |
| 26-3-2013                                                              | Istanbul                                                               | Turchia                                                                | 1 – 1                                                                  | Ungheria                                                               | Qual. Mondiali 2014                                                    | -                                                                      | 70’                                                                    |
| 14-8-2013                                                              | Istanbul                                                               | Turchia                                                                | 2 – 2                                                                  | Ghana                                                                  | Amichevole                                                             | -                                                                      | cap.                                                                   |
| 13-10-2014                                                             | Riga                                                                   | Lettonia                                                               | 1 – 1                                                                  | Turchia                                                                | Qual. Euro 2016                                                        | -                                                                      | 70’ 90’                                                                |
| 12-11-2014                                                             | Istanbul                                                               | Turchia                                                                | 0 – 4                                                                  | Brasile                                                                | Amichevole                                                             | -                                                                      | cap. 46’                                                               |
| Totale                                                                 |                                                                        | Presenze (9º posto)                                                    | 83                                                                     |                                                                        | Reti                                                                   | 7                                                                      |                                                                        |

## Palmarès

### Club

#### Competizioni nazionali
- Coppa di Lega tedesca: 2

Schalke 04: 2005
Bayern Monaco: 2007
- Campionato tedesco: 2

Bayern Monaco: 2007-2008, 2009-2010
- Coppa di Germania: 2

Bayern Monaco: 2007-2008, 2009-2010
- Supercoppa di Germania: 1

Bayern Monaco: 2010
- Campionato spagnolo: 1

Real Madrid: 2011-2012
- Supercoppa di Turchia: 3

Galatasaray: 2012, 2013, 2015
- Campionato turco: 2

Galatasaray: 2012-2013, 2014-2015
- Coppa di Turchia: 2

Galatasaray: 2013-2014, 2014-2015

#### Competizioni Internazionali
- Coppa Intertoto UEFA: 2

Schalke 04: 2003, 2004

### Individuale
- FIFA Puskás Award: 1

2010 (Turchia - Kazakhistan 2-0)